# Моріц Вагнер
Віктор Моріц Вагнер (нім. Victor Moritz Wagner, 26 квітня 1997, Берлін, Німеччина) — німецький баскетболіст. Грає на позиції центрового чи важкого форварда. У сезоні 2023/24 гравець команди НБА «Орландо Меджик». Чемпіон світу 2023 року у складі збірної Німеччини. Кар'єру в НБА розпочав у 2018 році. 
Старший брат німецького баскетболіста, Франца Вагнера.

## Титули і досягнення
У складі збірної Німеччини
- Чемпіон світу: 2023.